# Mariivka, Novomîrhorod
Mariivka (în ucraineană Мар`ївка) este localitatea de reședință a comunei Mariivka din raionul Novomîrhorod, regiunea Kirovohrad, Ucraina.

## Demografie
Componența lingvistică a localității Mariivka
     Ucraineană (93,8%)
     Rusă (3,1%)
     Română (1,16%)
     Belarusă (1,16%)
Conform recensământului din 2001, majoritatea populației localității Mariivka era vorbitoare de ucraineană (93,8%), existând în minoritate și vorbitori de rusă (3,1%), română (1,16%) și belarusă (1,16%).